# Wicklow (Nuevo Brunswick)
Wicklow es una parroquia canadiense situada en la provincia de Nuevo Brunswick.

## Superficie
Wicklow tiene una superficie de 195,5 km².

## Demografía
En 2021, tenía 1591 habitantes, una densidad poblacional de 8,1 hab./km², y 678 viviendas.